# Onttovering van de wereld

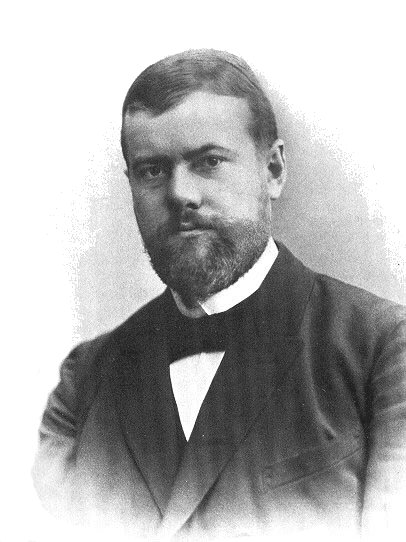
Max Weber voerde het begrip in

De onttovering van de wereld (Duits: Entzauberung der Welt) is het proces van rationalisering waarbij gepoogd wordt om praktische problemen niet meer met magie maar met technologie op te lossen. Het is een concept van de Duitse socioloog Max Weber, voor het eerst tot uitdrukking gebracht in zijn werk Wetenschap als beroep.
De onttovering van de wereld wordt door Weber en sociologen na hem gebruikt om de aard van de moderne, bureaucratische, en geseculariseerde westerse samenleving te omschrijven, waarin wetenschappelijke verklaring een hogere waarde heeft dan geloof, en waarin keuzes worden gemaakt op basis van rationele doelen.

De toenemende intellectualisering betekent dus niet een toenemende kennis van de levensomstandigheden waaronder men leeft. Maar zij betekent iets anders: het weten ervan of het geloof eraan dat men, als men maar wilde, het altijd te weten zou kunnen komen, dat er dus principieel geen geheimzinnige onberekenbare machten zijn die ertussen zouden kunnen komen, dat men veeleer alle dingen –in principe– door berekenen beheersen kan. Dat echter betekent de onttovering van de wereld. Niet meer zoals de wilde, voor wie zulke machten bestonden, moet men naar magische middelen grijpen om de geesten te beheersen of gunstig te stemmen. Maar technische middelen en berekening volbrengen dat. Dit in het bijzonder betekent de intellectualisering als zodanig.
— Max Weber, Wetenschap als beroep, München 1919

Sinds Webers tijd is meer genuanceerd gedacht over de onttovering, en is meermalen betoogd dat deze altijd gepaard gaat van een tegenbeweging. Deze hertovering wordt bewerkstelligd door kunst, ideologie, nieuwe religieuze bewegingen of de merkenfetisj van de consumptiemaatschappij, en voorziet in een behoefte aan verwondering zonder oude religieuze dogma's in ere te herstellen.

## Externe referenties
- Evelien Van Beeck, ‘Wetenschap als norm’, Als je de muziek niet hoort: Essay over onttovering, Letterwerk, 2020. ISBN 9789082894295